# Källarbergets naturreservat
Källarbergets naturreservat är ett naturreservat i Tierps kommun i Uppsala län.
Området är naturskyddat sedan 2017 och är 39 hektar stort. Reservatet omfattar ett område vid kusten och består av barrskog och hällmarkstallskog på toppen av berget samt klipp och stenstränder.